# Fender Telecaster
A Fender Telecaster a Fender által készített első tömör testű elektromos gitár – egyben a világ első sorozatgyártásban készülő ilyen hangszere.

## Története
Az egyik első tömör testű elektromos gitár prototípusát Leo Fender építette meg tölgyfából még 1943-ban. Az eredetileg Broadcaster néven készített prototípusban nagy lehetőségeket látott a cég, így megkezdődött a gyártás. Miután kiderült, hogy a Gretsch cégnek már van egy Broadcaster fantázianevű dobfelszerelése, a nevet 1951-ben Telecasterre változtatta a Fender. Végül többéves fejlesztgetés után 1950-ben egy hangszedővel, került forgalomba. Ezt a változatot Esquire néven máig forgalmazza a cég. Később Fender felismerte, hogy két hangszedő alkalmazásával a gitár hangzása sokkal jobban variálható, így 1950 végén megkezdték a két hangszedős változat gyártását Telecaster néven. Az akkoriban forradalminak számító gitár lett minden idők első sorozatban gyártott tömör testű elektromos gitárja.
A Telecaster komoly népszerűségre téve szert a country-, és blueszenészek körében. Akadtak azonban olyanok, akik kifogásolták a gitártest kialakításának spártaiságát. Kényelmetlennek ítélték hosszabb játék során, hogy a hangszer testének élei nincsenek eléggé legömbölyítve. Az ilyen kritikákat szem előtt tartva született meg 1954-ben a Stratocaster.

## Nocasterek
Bizonyos modellek a Broadcaster / Esquire név- és modellváltás alatt név nélkül kerültek gyártásra 1950–51 fordulóján. A különbség csak annyi, hogy a gitár fején nem szerepel semmilyen modell-logó. Ezek a modellek ma gyűjtemények féltett kincseit képezik. 1999-ben a modell Nocaster néven visszatért a Fender árukínálatába. A Nocaster a Fender bejegyzett védjegye.

## Felépítése
A Telecaster felépítése – a világ első sorozatgyártott tömör testű gitárjáról lévén szó – mai szemmel nézve elég puritánnak mondható. A tömör test növeli ugyan a hangszer súlyát, de hosszabb és sokkal tisztább hangkitartást eredményez, mint az üreges test.

### Alapszerkezet

#### Test
A gitártest Fender első tömörtestűgitár-kísérleténél még tölgy volt, de ez a fafajta hangzásban nem felelt meg a zenészek elvárásainak, így végül a kőris, és éger fafajták használatánál döntött.
Az éger használatát aránylag kis súlyával, és testes hangjával szokták magyarázni a hangszerkészítők.
A kőris az égernél határozottabb erezettel rendelkezik, hangja csattogós, mégis fényes és meleg hatású.
A test szélei csak alig lekerekítettek, így a kezdetekben több zenész is panaszkodott a gitár hosszú távon kényelmetlen használatára. A test egyetlen bevágással rendelkezik, hogy a magasabb hangfekvések is elérhetőek legyenek a gitáros számára.
A gitáron található koptatólap a test közepén elhelyezett hangszedőtől a nyakig tart, hangszedő felőli oldala lapos.

#### Nyak

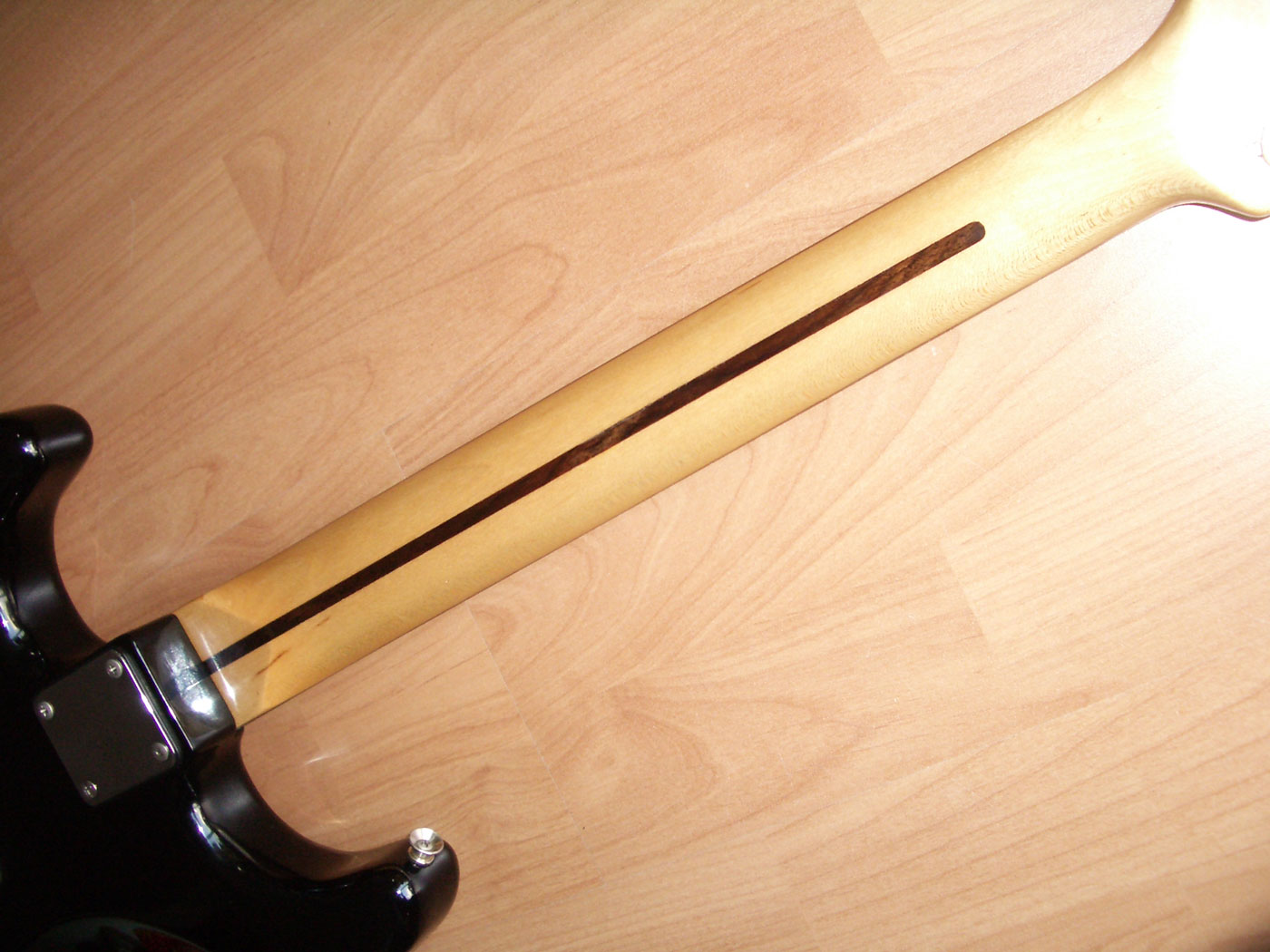
„Skunk stripe” gitárnyak

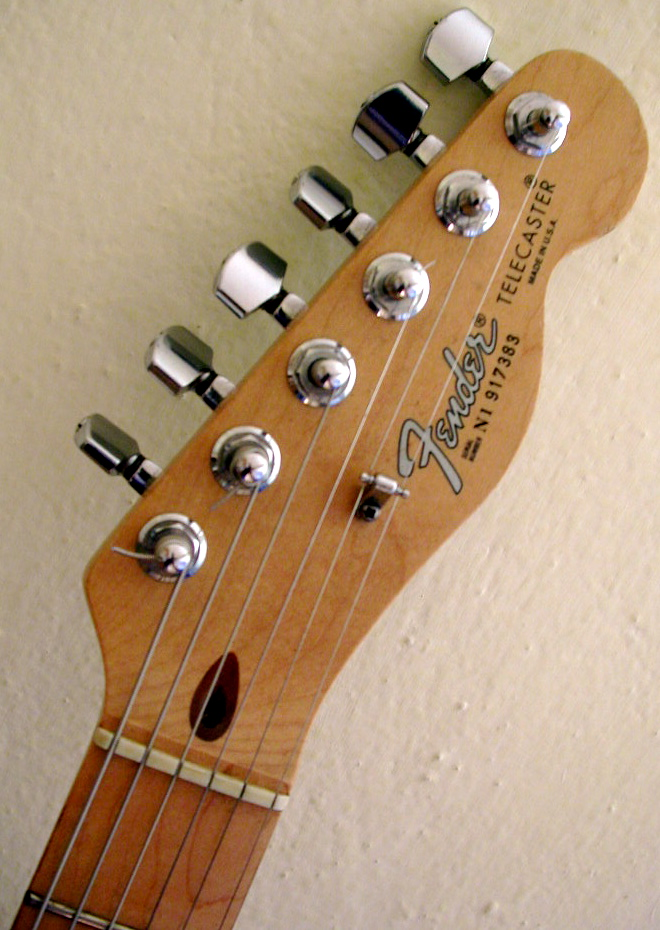
Telecaster-fej

Az összesen 21 érintővel rendelkező nyak a 17. érintőnél kapcsolódik a testhez. A fogólapon hagyományosan kör alakú berakások segítik a tájékozódást. A 3, 5, 7, 9, 15, 17, 19, 21-es érintőknél egy, míg a 12-esnél két berakás található. A nyakat négy csavar rögzíti a testbe mart vájatba, így gyorsan eltávolítható. Erre szükség is volt, mivel a nyakmerevítő pálca állító csavarja a nyak alsó részén, a testtel történő találkozásnál található. A későbbi modelleken kényelmi szempontokból ezt a megoldást is lecserélték, és a Stratocasterhez hasonlóan a felső nyereg felett, a gitár fején lehet állítani a nyakmerevítő pálcát.
A nyak és az érintőlap eredetileg egyetlen darab juharfából készült. Ebben az időben a merevítőpálca vájatát a hawaii koafa sötét csíkjával fedték le. Ezt a megoldást a mai napig „skunk stripe”-nak, azaz borz csíknak nevezik. Később a fogólap már a mai verziókhoz hasonlóan paliszanderből készült, így a merevítőpálca a fogólap alá került, de a Fender cég a mai napig árulja a skunk stripe-os megoldással készített változatokat is.

#### Fej
A Telecaster aszimmetrikus fejet kapott. A hangolókulcsok mind egy oldalon találhatók, így a húrok aránylag egyenes vonalban futnak át a felső nyergen. Ez a megoldás gyakorlatilag megszünteti a nyeregre gyakorolt oldalirányú erőt, és a hangoláskori húrmozgás sem koptatja oldalirányban a nyerget.

### Húrozás
A Telecaster a legtöbb gitárhoz hasonlóan hat húrral készül, ebből az elektromos gitárok hagyományainak megfelelően három palástolt, három sima húr. A gitár húrjait érdekes módon a hangszer hátán kell befűzni. Befűzés után a test belső része felől kerülnek rögzítésre, míg a másik végük átkerül a húrlábakon. A húrok ezután 65 centimétert "tesznek meg" a felső nyeregig – ezt nevezik skálahosszúságnak vagy menzúrának.

#### Húrlábak

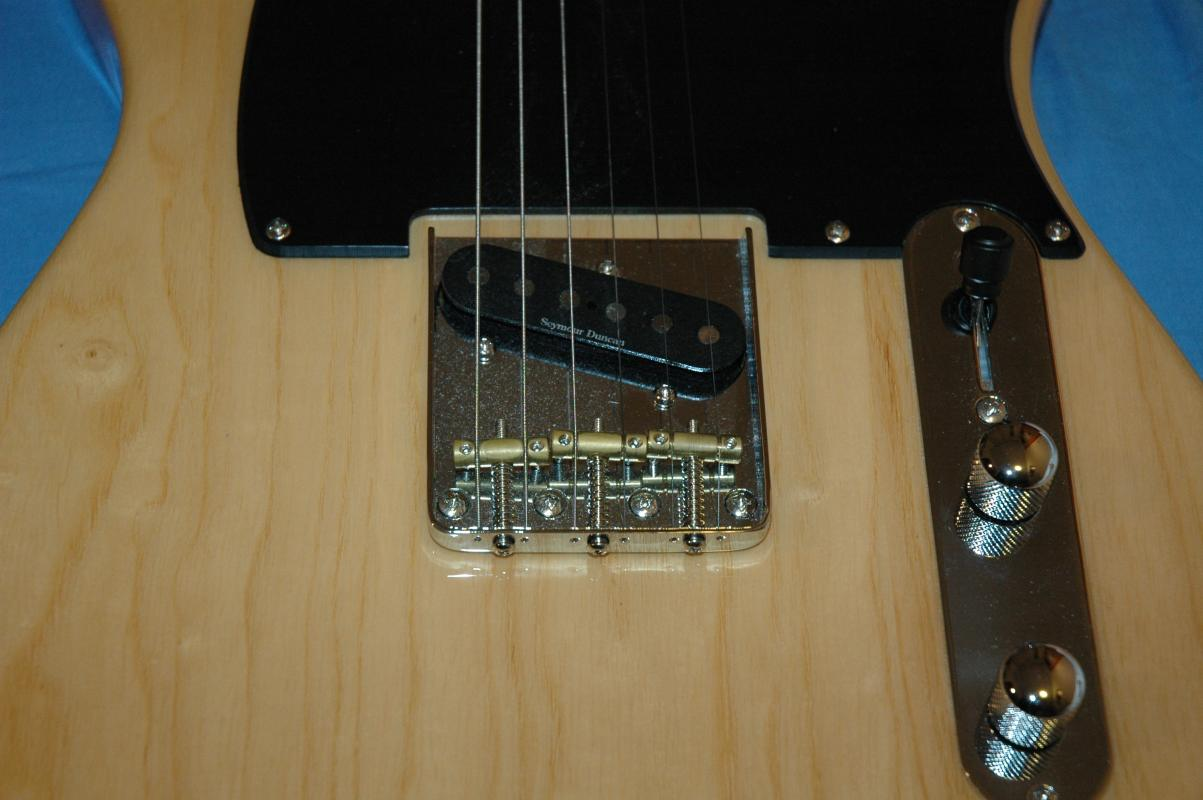
Fix húrláb, három húrvezetővel. Mellette a három kezelőszerv: hangszedőváltó, hangerő- és hangszínszabályzók.

A Telecaster megalkotásának idejében még nem volt olyan precíz az elektromos gitárok építése, mint napjainkban, így a tremoló használata valószínűleg komoly tartóssági hibákat okozott volna. A Telecasternél a Fender épp ezért az erős és megbízható fix húrlábas megoldást választotta. További előnye ennek a megoldásnak, hogy – mivel a húrok rendkívül stabilan vannak rögzítve – a hangszer hosszú hangkitartással és jó basszusátvitellel rendelkezik. Ezeken felül a fix húrlábas megoldás a hangolást is tovább megóvja, mint a tremolókarral ellátott szerkezetek.
A korai modellek csak három húrvezető nyereggel rendelkeztek, ezek két szélükön egy-egy húrt tartottak. Később az oktávtisztaság pontosabb beállíthatósága miatt áttértek a Stratocaster hat húrvezetős megoldására.

### Hangszedők
Az egyik nagy újítás az Esquire és Broadcaster modellekhez képest, hogy a Telecaster egy helyett már két darab egytekercses (single-coil) hangszedővel rendelkezett. A felső, nyakoldali pick-up az interferencia csökkentése végett fém borítást kapott, tartó csavarjai pedig közvetlenül a gitártestbe futnak.
Az alsó hangszedő egy hagyományos, borítás nélküli pick-up, mely közvetlenül a húrlábhoz lett rögzítve. A hangszedő alatt található fémlemez (a húrláb) előnye, hogy a pick-up fémburkolat nélkül sem gerjed.
A Telecaster modelleken három szabályozót találunk, melyek egymás mellett, krómozott alátéten helyezkednek el. Az első egy háromállású kapcsoló, mellyel a hangszedők között váltogathatunk. (Középállásban egyszerre működik mindkét pick-up.) A kapcsoló mellett két tekerős potméter van, az egyik egy változtatható ellenálláson keresztül a hangerőt, a másik a hangszínt állítja.

## Modellvariánsok
A jelenleg[mikor?] forgalomban lévő Telecaster típusok:
- American
  - American Deluxe
  - American Vintage
- Artist
- Classic
- Custom
  - Custom Artist
  - Custom Classic
  - Custom Shop Limited Edition
  - Custom Shop Ltd Dealer Select
  - Custom Shop Classic Player Baja
- Deluxe
- Flat Head
- Highway One™
- Special Edition
- Standard
- Time Machine™

### Előadói modellek
A Fender azok számára a világhírű zenészek számára, akik a cég hangszereit preferálták, saját modellt dobott piacra.
Telecaster Artist és Custom Artist modellek:

#### Artist modellek
- James Burton
- Muddy Waters
- Jimmy Page

J5 (John 5 – speciális 3+3-as fej, kéttekercses (humbucker) hangszedő)

#### Custom Artist modellek
- Albert Collins
- Danny Gatton
- Merle Haggard
- J5 Bigsby® (John 5 – speciális 3+3-as fej, kéttekercses (humbucker) hangszedő, tremolókar)

## Külső hivatkozások
- Telecaster típusok
- Telecaster fórum (angol)
- Nocaster típusok
- Nocaster.com
- GuitarGeek – Fender Telecaster Archiválva 2007. január 12-i dátummal a Wayback Machine-ben (angol)
- Vintage Guitars Info's (angol)